# Athens (Vermont)
Athens város az USA Vermont államában, Windham megyében. Lakosainak száma 380 fő (2020. április 1.).

## Népesség
A település népességének változása:

| 2010 | 442 |
| 2020 | 380 |